# NGC 5271
NGC 5271 في الفهرس العام الجديد، هي مجرة، تقع في كوكبة السلوقيان. اكتشفت في 22 مايو 1881 بواسطة إدوارد ستيفان.

## روابط خارجية
- NGC 5271 على موقع ويكي سكاي: DSS2, SDSS, GALEX, IRAS, Hydrogen α, X-Ray, Astrophoto, Sky Map, Articles and images